# Alexandra Takounda
Alexandra Takounda, née le 7 juillet 2000 au Cameroun, est une footballeuse camerounaise évoluant au poste d'attaquant. Elle joue dans des clubs de Suède, Allemagne, Turquie, et est sélectionnée à plusieurs reprises dans l'équipe nationale féminine du Cameroun.

## Biographie

### En club
Elle débute comme footballeuse à la Jeunesse sportive de Mfandena, avant d’aller à Lorema. Elle joue ensuite, comme professionnelle, au club de l'Éclair FC de Sa'a, un club dont son père, décédé en janvier 2019, a été président, et à l'origine de la section féminine.  
Elle s’illustre en 2018 en soulevant le trophée de meilleure buteuse du championnat camerounais avec 32 buts.
En mars 2021, Alexandra Takounda s’engage pour une saison avec le club féminin de première division suédoise, Djurgardens IF. Puis elle joue dans un club allemand, le Hambourg SV en 2022-2023, et, à partir de 2023, dans un club turque, implanté près d'Istanbul, le Beylerbeyi S.K. (en).

### En équipe nationale
Elle est sélectionnée en 2016 pour la Coupe du monde des moins de 17 ans. Elle y marque un but, sur une talonnade, face au Venezuela, dans un temps de jeu limité (sortant de blessure),. 
En juillet 2019, elle est sélectionnée de nouveau dans l'équipe nationale féminine de footbal du Cameroun pour disputer la Coupe du monde de football féminin 2019 en France. Elle est la plus jeune de cette sélection.